# Tau8 Eridani
Pour les articles homonymes, voir Tau Eridani.
Désignations
Tau8 Eridani (τ8 Eri) est une étoile binaire de la constellation de l'Éridan. Elle est visible à l'œil nu avec une magnitude apparente combinée de 4,65. D'après la mesure de sa parallaxe annuelle par le satellite Hipparcos, le système est distant d'environ ∼ 380 a.l. (∼ 117 pc) de la Terre. Il s'éloigne du Système solaire à une vitesse radiale de +20,5 km/s.
Tau8 Eridani est une binaire spectroscopique à raies simples avec une période orbitale d'environ 459 jours et une excentricité de 0,18. Sa composante visible est une étoile bleu-blanc de la séquence principale de type spectral B6 V. C'est une étoile de type B  à pulsation lente qui connaît des variations de vitesse radiale à une fréquence de 1,156 9 fois par jour. L'étoile est cinq fois plus massive que le Soleil et elle est estimée être âgée autour de 33 millions d'années. Elle est 256 fois plus lumineuse que le Soleil et sa température de surface est de 11 858 K. L'étoile pourrait posséder un champ magnétique longitudinal avec une force de  −140 ± 71 G.